# Fulcrad de Provence
Fulcrad de Provence, parfois Fourrat d'Arles, (av.820 † apr. 862) fut un Franc, duc de Provence (ou d'Arles) du milieu du IXe siècle.

## Biographie

### Origines et premières années
En absence de sources concernant les premières années de Fulcrad, on ne peut que s'appuyer sur les coutumes franques, qui imposent notamment qu'un duc n'est pas seulement le dirigeant mais également le chef militaire d'une province, et qu'à ce titre Fulcrad devrait avoir eu une expérience militaire, en particulier sous l'autorité de Lothaire.
Au regard de sa rébellion finale contre ce roi, il semble que Fulcrad ne fasse pas partie du petit nombre d'aristocrates qui rejoint Lothaire en Italie en 820/822 ou en 846. En raison aussi de la déroute de Fontenoy-en-Puisaye avec l'anéantissement de son armée, il semble également peu probable que Lothaire dispose encore à cette époque d'un chef apte à diriger un duché tout en étant assez déloyal pour finalement le trahir. À défaut, pour remonter aux origines de Fulcrad, on peut suivre deux autres pistes. 
Selon la première, Fulcrad serait un homme choisi parmi les nouvelles troupes levées par Lothaire après la retraite de ce dernier à Aix-la-Chapelle en juin 841. Selon la seconde, il serait un noble provençal élevé, par Lothaire, à la charge de duc pour remplacer Warin également connu sous le nom de Guérin. Mais en raison des sentiments favorables à Charles en Provence, il semble peu réaliste de supposer que Lothaire ôte le pouvoir à un Provençal[réf. nécessaire] pour le transmettre à un autre ; d'autre part Fulcrad est un nom germanique, plus en relation avec ces racines nordiques qu'avec celles d'origine latine des Provençaux. 
Aussi Fucrad est-il probablement un chef militaire d'origine germanique ayant participé au relèvement des forces de Lothaire après 841. Cette opinion semble partagée par l'historien Jean-Pierre Poly qui traite Fulcrad  de « Franc » et de « fidèle de l'empereur », même s'il omet de préciser si cette fidélité date d'avant ou d'après 841. Toutefois d'après Stephen Weinberger, Fulcrad ne serait pas apparenté aux grandes familles proches des Carolingiens.

### Sous LothaireIer

#### Duc de Provence

Arles en Lotharingie, après le partage de l’empire au traité de Verdun en 843

La date de son accession à la tête de la Provence est encore débattue par les historiens. 
Si Archibald R. Lewis, dans son ouvrage The Development of Southern French and Catalan Society 718-1050, indique que Fulcrad devient duc de Provence en 845, Édouard Baratier indique que ce changement se passe dès 843 à la suite du traité de Verdun, ce qui semble plus vraisemblable compte tenu des relations entre Lothaire et Warin, pour certains le duc précédent. 
Les historiens sont également partagés sur ce duc précédent. Pour Jean-Pierre Poly, il s'agirait d'Audibert qui disparaît en 844/845, accompagnant sans doute le jeune roi Louis en Italie. Et toujours d'après ce même historien, Audibert est remplacé par Fulcrad, probablement le 17 février 844, lorsque Fulcrad reçoit des bénéfices de Lothaire. 
Quoi qu'il en soit, en 845, Fulcrad est duc de Provence à l’époque où Audibert apparait toutefois, d'après une charte du cartulaire de Saint-Victor, encore comme comte de Marseille.

#### Rébellion contre LothaireIer
Mais en 845 aussi, des sources font état d'une tentative de sécession de la Provence par rapport au royaume de Lothaire Ier, sous l'impulsion de Fulcrad, appelé comte, duc ou duc d'Arles. Fulcrad aurait entraîné des comtes provençaux, peut-être des Viennois, dans cette révolte qui déstabilise toute la région. Des sources indiquent que la rébellion est vite matée. Toutefois, d’après Édouard Baratier Lothaire négocie plus qu’il ne réprime : 

« le nouvel empereur vient négocier sur place avec les rebelles pour les amnistier et les confirmer dans leurs fonctions ce qui augmente encore leur sentiment d’indépendance. »

Aussi, Fulcrad réapparaît, mentionné parmi les premiers, dans la liste d'un capitulaire de 846.

#### Rentrée en grâce et nouvelle rébellion?
Sa rentrée en grâce est indiquée par ce fait qu'il figure dès 846 dans une liste des comtes provençaux qui doivent accompagner l'empereur Lothaire dans son expédition contre les Sarrasins d'Italie. Fulcrad paraît en effet avoir joui d'une autorité particulière ou du moins d'une sorte de prééminence sur les comtes des pays voisins. 
Toutefois, ces troubles favorisent les attaques et actes de piraterie dont sont victimes les deux plus grandes villes de Provence : Marseille en 848, victime une nouvelle fois des pirates grecs et Arles en 850, attaquée par les Sarrasins. 
En réalité, il est probable que Fulcrad soit encore en rébellion en 850 si on suit Jean-Pierre Papon qui évoque de façon sibylline l’arrivée des Sarrasins, à l’époque du duc Fulcrad sous l'épiscopat de Noton, quand Arles et son territoire sont pillés, c’est-à-dire en 850.
Ces évènements peuvent avoir justifié le retour du comte Audibert qui remplace peut-être Fulcrad en Provence à cette date.

### Sous Charles de Provence

Division de l'empire de Lothaire Ier après le traité de Prüm en 855.

Enfin ces velléités d’indépendance expliquent aussi quelques années plus tard à la mort de l’empereur en 855 avec le traité de Prüm en 855, l’apparition d’un royaume de Provence, morceau de la Francie médiane attribué à son 3e fils, Charles qui laissera Girart de Roussillon administrer ce royaume même si le comte d'Arles, Fulcrad, apparaît à cette époque comme une sorte de marquis de Provence.
Vers les années 858-860, Fulcrad apparaît juste après le régent Girard de Roussillon, lors de l'assemblée de Sermorens.  Mais cette assemblée, également évoquée avec la présence de Fulcrad par Louis de Mas Latrie, aurait pu se tenir plus tôt, en 853. Une donation de 860 montre que Fulcrad est toujours en vie à cette date. 
On signale ensuite en 861, qu'un comte d'Arles appelé Fourrat -est-ce Fulcrad ?- aurait sollicité, avec une partie de l'aristocratie provençale, l'intervention de Charles le Chauve pour une annexion de la Provence. Mais battu par Girard de Roussillon Charles ne dépasse pas Mâcon. 
Quoi qu'il en soit, une rare charte du roi Charles de Provence, datée du 25 août 862 et concernant l'église d'Orange,,  qualifie Fulcrad de comte et ď officier du palais, comes et ministerialis noster. Dans ce diplôme Fulcrad est qualifié d'ambasciator, dénomination habituellement attribuée au comte Girard  ; ainsi en 862 il fait partie des fidèles du jeune roi de Provence. Mais après cette date, on ignore ce qu'il fit et combien de temps il vécut.